# 1972. évi téli olimpiai játékok
Az 1972. évi téli olimpiai játékok, hivatalos nevén a XI. téli olimpiai játékok egy több sportot magába foglaló nemzetközi sportesemény volt, melyet 1972. február 3. és február 13. között rendeztek meg a japán Szapporóban.

## Fontosabb események
- Nem változott az olimpiai számok köre, 35 verseny győztesét hirdették ki.
- A Nemzetközi Olimpiai Bizottság kizárta profizmus vádjával az osztrák Karl Schranzot.
- Műkorcsolyázásban Beatrix Schuba osztrák, Ondrej Nepela csehszlovák versenyzők, míg párosban a szovjet Irina Rodnyina-Alekszej Ulanov nyert. Almássy Zsuzsa ötödik lett női műkorcsolyázásban.
- A holland gyorskorcsolyás Ard Schenk három számban lett első.
- Sífutás két egyéni számában Galina Kulakova lett az első, csapatban pedig tagja volt az aranyérmes szovjet váltónak is.
- A legnagyobb meglepetést Wojciech Fortuna fiatal lengyel síugró győzelme jelentette, hiszen őt csupán tapasztalat szerzés céljából indították a nagysánc versenyben.
- A szovjet jégkorong válogatott az Egyesült Államok 7-2 es legyőzésével védte meg bajnoki címét.

## Versenyszámok
| Sportág / Szakág  | Versenyszámok száma | Versenyszámok száma | Versenyszámok száma | Versenyszámok száma |
| Sportág / Szakág  | Férfi               | Női                 | Vegyes              | Összes              |
| ----------------- | ------------------- | ------------------- | ------------------- | ------------------- |
| Alpesisí          | 3                   | 3                   | 0                   | 6                   |
| Biatlon           | 2                   | 0                   | 0                   | 2                   |
| Bob               | 2                   | 0                   | 0                   | 2                   |
| Északi összetett  | 1                   | 0                   | 0                   | 1                   |
| Gyorskorcsolyázás | 4                   | 4                   | 0                   | 8                   |
| Jégkorong         | 1                   | 0                   | 0                   | 1                   |
| Műkorcsolya       | 1                   | 1                   | 1                   | 3                   |
| Sífutás           | 4                   | 3                   | 0                   | 7                   |
| Síugrás           | 2                   | 0                   | 0                   | 2                   |
| Szánkó            | 2                   | 1                   | 0                   | 3                   |
| Összesen          | 22                  | 12                  | 1                   | 35                  |

## Éremtáblázat
(A táblázatban a rendező ország csapata eltérő háttérszínnel, az egyes számoszlopok legmagasabb értéke, vagy értékei vastagítással kiemelve.)
| Az 1972. évi téli olimpiai játékok éremtáblázatának első tíz helyezettje | Az 1972. évi téli olimpiai játékok éremtáblázatának első tíz helyezettje | Az 1972. évi téli olimpiai játékok éremtáblázatának első tíz helyezettje | Az 1972. évi téli olimpiai játékok éremtáblázatának első tíz helyezettje | Az 1972. évi téli olimpiai játékok éremtáblázatának első tíz helyezettje | Olimpia  |
| ------------------------------------------------------------------------ | ------------------------------------------------------------------------ | ------------------------------------------------------------------------ | ------------------------------------------------------------------------ | ------------------------------------------------------------------------ | -------- |
|                                                                          | Ország                                                                   | Arany                                                                    | Ezüst                                                                    | Bronz                                                                    | Összesen |
| 1.                                                                       | Szovjetunió (URS)                                                        | 8                                                                        | 5                                                                        | 3                                                                        | 16       |
| 2.                                                                       | NDK (GDR)                                                                | 4                                                                        | 3                                                                        | 7                                                                        | 14       |
| 3.                                                                       | Svájc (SUI)                                                              | 4                                                                        | 3                                                                        | 3                                                                        | 10       |
| 4.                                                                       | Hollandia (NED)                                                          | 4                                                                        | 3                                                                        | 2                                                                        | 9        |
| 5.                                                                       | Egyesült Államok (USA)                                                   | 3                                                                        | 2                                                                        | 3                                                                        | 8        |
| 6.                                                                       | NSZK (FRG)                                                               | 3                                                                        | 1                                                                        | 1                                                                        | 5        |
| 7.                                                                       | Norvégia (NOR)                                                           | 2                                                                        | 5                                                                        | 5                                                                        | 12       |
| 8.                                                                       | Olaszország (ITA)                                                        | 2                                                                        | 2                                                                        | 1                                                                        | 5        |
| 9.                                                                       | Ausztria (AUT)                                                           | 1                                                                        | 2                                                                        | 2                                                                        | 5        |
| 10.                                                                      | Svédország (SWE)                                                         | 1                                                                        | 1                                                                        | 2                                                                        | 4        |
|                                                                          |                                                                          |                                                                          |                                                                          |                                                                          |          |
| Összesen                                                                 | Összesen                                                                 | 36                                                                       | 34                                                                       | 35                                                                       | 105      |

## Részt vevő nemzeti olimpiai bizottságok
- Első alkalommal vett részt a Kínai Köztársaság (ezen Tajvant kell érteni) és a Fülöp-szigetek.

- Egyesült Államok (USA) (103 – 77 férfi, 26 nő)
- Argentína (ARG) (2 – 2 férfi)
- Ausztrália (AUS) (4 – 4 férfi)
- Ausztria (AUT) (40 – 29 férfi, 11 nő)
- Belgium (BEL) (1 – 1 férfi)
- Bulgária (BUL) (4 – 4 férfi)
- Csehszlovákia (TCH) (41 – 37 férfi, 4 nő)
- Dél-Korea (KOR) (5 – 1 férfi, 4 nő)
- Észak-Korea (PRK) (6 – 6 nő)
- Finnország (FIN) (50 – 43 férfi, 7 nő)
- Franciaország (FRA) (40 – 33 férfi, 7 nő)
- Fülöp-szigetek (PHI) (2 – 2 férfi)
- Görögország (GRE) (3 – 3 férfi)
- Hollandia (NED) (11 – 5 férfi, 6 nő)
- Irán (IRI) (4 – 4 férfi)
- Japán (JPN) (85 – 65 férfi, 20 nő)
- Jugoszlávia (YUG) (26 – 26 férfi)
- Kanada (CAN) (47 – 29 férfi, 18 nő)
- Kínai Köztársaság (ROC) (5 – 5 férfi)
- Lengyelország (POL) (47 – 39 férfi, 8 nő)
- Libanon (LIB) (1 – 1 férfi)
- Liechtenstein (LIE) (4 – 3 férfi, 1 nő)
- Magyarország (HUN) (1 – 1 nő)
- Mongólia (MGL) (4 – 4 férfi)
- Nagy-Britannia (GBR) (37 – 30 férfi, 7 nő)
- NDK (GDR) (42 – 29 férfi, 13 nő)
- NSZK (FRG) (78 – 62 férfi, 16 nő)
- Norvégia (NOR) (67 – 56 férfi, 11 nő)
- Románia (ROU) (13 – 13 férfi)
- Olaszország (ITA) (44 – 41 férfi, 3 nő)
- Spanyolország (ESP) (3 – 2 férfi, 1 nő)
- Svájc (SUI) (52 – 46 férfi, 6 nő)
- Svédország (SWE) (58 – 49 férfi, 9 nő)
- Szovjetunió (URS) (76 – 55 férfi, 21 nő)
- Új-Zéland (NZL) (2 – 2 férfi)